# Trombó de pistons
El trombó de pistons és un instrument que, d'acord amb la classificació de Hornbostel-Sachs, és aeròfon i pertany a la família de les trompetes cromàtiques. El sistema pel qual la llargada total del tub es pot regular és de vàlvules de pistons, exactament igual que en la trompeta, i a diferència del trombó de colissa. De fet, és pràcticament igual que una trompeta, però afinat una octava més greu, amb un so semblant al trombó de vares. És un instrument no transpositor, afinat en Do.
El seu àmbit s'estén des de Si bemoll0 fins al Do₄, tot i que les notes més greus són molt difícils i no pot fer les notes entre Do1 i fa sostingut.
El seu ús pràcticament es troba restringit al món de la cobla. En general, els instrumentistes que toquen el trombó de colissa, també toquen el de pistons.